# 奥厄-施瓦岑贝格县
奥厄-施瓦岑贝格县（Landkreis Aue-Schwarzenberg）是德国萨克森州西南部曾经的一个县，隶属于开姆尼茨行政区，首府奥厄。2008年8月1日，奥厄-施瓦岑贝格县与安娜贝格县、施托尔贝格县和中厄尔士山县合并为厄尔士山县。

## 地理
奥厄-施瓦岑贝格县北面与茨维考地区县和施托尔贝格县，东面与安娜贝格县，南面与捷克的卡罗维发利州，西面与福格特兰县相邻。